# 茨城県立中央病院
茨城県立中央病院（いばらきけんりつちゅうおうびょういん）は、茨城県笠間市にある医療機関。茨城県が運営する病院である。

## 概要
茨城県が運営する3病院のひとつ。ICU、HCUおよびCCUを備え、県内で指定を受けている第2種感染症指定医療機関のひとつである。
また、大規模災害や多傷病者の発生時には茨城DMATを編成し医療活動を行う体制を持つ。

## 沿革
- 1956年（昭和31年）1月 - 茨城県立友部療養所として開設。
- 1957年（昭和32年）10月 - 茨城県立中央病院と改称。
- 1977年（昭和52年）3月 - 救急医療告示病院の指定。
- 1988年（昭和63年）6月 - 新病院の開設。
- 1990年（平成2年）4月 - へき地中核病院の指定。
- 1990年（平成2年）9月 - 地域がんセンターの指定。
- 1995年（平成7年）4月 - 地域がんセンターの開設。
- 1997年（平成9年）1月 - 災害拠点病院の指定。
- 1999年（平成11年）12月 - 難病医療拠点病院の指定。
- 2010年（平成22年）10月 - 筑波大学附属病院と協定を締結、「茨城県地域臨床教育センター」を設置。

## 診療科
- 内科
- 呼吸器内科
- 消化器内科
- 循環器内科
- 神経内科
- 血液内科
- 腎臓内科
- 内分泌・糖尿病内科
- 腫瘍内科
- 緩和ケア内科
- 外科
- 呼吸器外科
- 消化器外科
- 循環器外科
- 血管外科
- 心臓血管外科
- 乳腺外科
- 脳神経外科
- 整形外科
- 皮膚科
- 形成外科
- 精神科
- リウマチ科
- 小児科
- 泌尿器科
- 産婦人科
- 眼科
- 耳鼻咽喉科
- 頭頸部外科
- リハビリテーション科
- 放射線診断科
- 放射線治療科
- 救急科
- 病理診断科
- 麻酔科

## 医療機関の指定等
- 保険医療機関
- 茨城県災害拠点病院
- 労災保険指定病院
- 結核予防法に基づく指定医療機関
- 生活保護法に基づく指定医療機関
- 被爆者援護法に基づく被爆者一般疾病医療機関
- 母体保護法に基づく指定医療機関
- 母子保健法（養育・育成）医療指定医療機関
- 児童福祉法（療育・育成）指定医療機関
- 身体障害者福祉法（更生）指定医療機関
- 肺がん，大腸がん，胃がん，乳がん及び子宮がん精密検査医療機関
- 子宮がん一般検診医療機関
- 厚生労働省指定 臨床研修病院
- 厚生労働省指定 都道府県がん診療連携拠点病院
- 救急告示病院
- 茨城県二次救急医療機関
- 茨城県地域がんセンター
- 茨城県地域災害医療センター
- へき地医療拠点病院
- エイズ治療拠点病院
- 臓器移植法による臓器提供施設
- 難病医療拠点病院
- 茨城県肝炎対策協議会選定肝疾患専門医療機関
- 腹部ステントグラフト実施施設
- 地域医療支援病院
- DPC対象病院
- 第二種感染症指定医療機関[1]
- 茨城DMAT指定医療機関

## 交通アクセス
- JR常磐線　友部駅より
茨城交通バス 5分 片道170円
タクシー 5分
徒歩 15分